# Стейсі Картер
Стейсі Лі Картер (англ. Stacy Lee Carter; нар. 29 вересня 1970) — американська професійна реслерка, коментаторка та менеджерка, більш відома під іменами «Кішка» та «міс Кітті». Чемпіонка WWE серед жінок (1999)

## Життєпис
Стейсі Картер народилася 29 вересня 1970 року в Вест-Мемфісі, штат Арканзас. Після того, як її батьки розлучилися, мати Картер переїхала у Мемфіс, штат Теннессі, а Стейсі, її молодший брат та сестра залишились з батьком, який працював поліціянтом в Арканзасі. Після закінчення середньої школи Стейсі Картер переїхала у Мемфіс до матері.
Працювала касиркою в банку. 23 липня 1989 року на благодійній грі в софтбол у середній школі Трідвелла в Мемфісі Стейсі Картер познайомилася з Джеррі Ловлером. Вона прийшла на цю гру разом з матір'ю, яка зустрічалася з одним з гравців команди, де грав Ловлер, вже одружений. Після того, як Лоулер розлучився, Картер переїхала жити до нього. Ловлер допоміг Картер влаштуватися працювати у фотостудію, пізніше вона сама відкрила власну перукарню. 
Стейсі Картер на рингу дебютувала у серпні 1999 року. 12 грудня 1999 року в місті Санрайз, штат Флорида, вона стала чемпіонкою WWE серед жінок.
У вересні 2000 року Стейсі Картер та Джеррі Лоулер одружилися. У липні 2001 року пара розлучилася. Після розлучення Стейсі Картер завершила кар'єру реслерки.
Згодом Стейсі Картер працювала в сфері нерухомості у графстві Лі, штат Флорида.
У 2010 році Стейсі Картер почала зустрічатися з рестлером Ніком Цвєтковичем. 12 червня 2010 року пара оголосили про заручини. 29 липня 2010 року в Сейнт-Пітерсберзі Стейсі Картер та Нік Цвєткович побралися.

## Фільмографія
| Рік  |   | Українська назва | Оригінальна назва | Роль                  |
| ---- | - | ---------------- | ----------------- | --------------------- |
| 1999 | ф | Людина на Місяці | Man on the Moon   | «Міс Кітті» / «Кішка» |